# Щулепников, Иван Васильевич
Ива́н Васи́льевич Щулепников (1861—1913) — председатель Костромской губернской земской управы в 1905—1907 годах, член IV Государственной думы от Костромской губернии.

## Биография
Происходил из потомственных дворян Костромской губернии Щулепниковых. Родился в семье отставного капитан-лейтенанта (1844), крупного землевладельца, уездного предводителя дворянства статского советника Василия Павловича Щулепникова (1817—1888). Землевладелец Кинешемского уезда (400 десятин). Младший брат Павел — также отставной офицер, губернский предводитель дворянства.
Окончил Нижегородский кадетский корпус (1878) и Александровское военное училище (1880), откуда выпущен был офицером в 18-ю артиллерийскую бригаду.
В 1890 году вышел в запас в чине поручика. В 1890—1902 годах был земским начальником 2-го участка Кинешемского уезда, в 1903—1905 годах — непременным членом губернского присутствия и, наконец, в 1905—1907 годах — председателем губернской земской управы. С 1907 года состоял уездным и губернским гласным. В 1908 году принимал участие в работах общеземской организации на Дальнем Востоке по оказанию продовольственной и санитарной помощи переселенцам, как уполномоченный по Амурской области. Был членом партии кадетов.
В 1912 году был избран членом Государственной думы от съезда землевладельцев Костромской губернии. Входил во фракцию кадетов. Состоял членом комиссий: по местному самоуправлению, распорядительной, о 300-летии юбилея дома Романовых, продовольственной, а также по народному образованию.
Был членом костромских губернской учёной архивной комиссии (17.10.1905) и Общества образования (04.12.1907); был председателем Костромского научного общества по изучению местного края (05.05.1912).
В 1913 году был комиссаром юбилейной Костромской губернской земской выставки, устроенной в ознаменование трехсотлетия дома Романовых.
Умер 9 декабря 1913 года в кинешемской гостинице на пути в своё имение Погост Кинешемского уезда с 400 десятинами земли. В Государственную думу на его место был избран С. Ф. Грибунин.
Был женат на Екатерине Александровне Матвеевой (1864—1944), имел семеро детей.